# Lieven de Witte
Lieven de Witte (ca. 1503 - na 1578), ook wel bekend als Livieno da Anversa, was schilder en architect, die tussen 1518 en 1578 in Gent werkzaam was. Hij legde zich toe op gebouwen en andere perspectiefonderwerpen, maar produceerde ook historische beelden. De ramen van de Sint-Baafskathedraal in Gent zijn geschilderd naar zijn ontwerpen en hij zou hebben gewerkt aan de miniaturen in het Breviarium-Grimani, nu in de bibliotheek van de Basiliek van San Marco in Venetië. 
Hij produceerde een set van 200 houtsnede-afbeeldingen die het leven van Christus uitbeelden in termen van een Evangelie-harmonie.